# Yunlin (län)

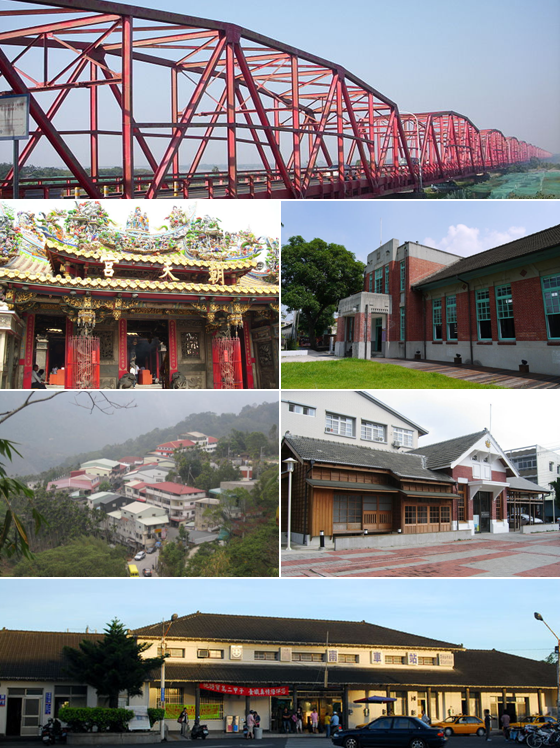
Vyer från distriktet.

Distriktet Yunlin (pinyin: Yúnlín Xiàn) är ett av önationen Taiwans 22 administrativa områden.

## Geografi
Distriktet ligger i landets västra del och gränsar söderut mot Chiayi, österut mot Nantou, norrut mot Changhua och västerut mot Taiwansundet.
Distriktet har en yta på cirka 1 291 km². Befolkningen uppgår till cirka 707 000 invånare. Befolkningstätheten är cirka 548 invånare / km².
Inom distriktet finns vattenfallet Pénglái Pùbù nära Gukeng i den östra delen och våtmarken Chénglóng Shīdì nära Kouhu i den västra delen.

## Förvaltning
Distriktet är underdelad i 1 stadsområde (shì) och 19 orter (5 jhèng och 14 siang).
Distriktet förvaltas av ett länsråd ("Yúnlín Xiàn Yìhuì" / Yunlin County Council) under ledning av en guvernör ("Xiàn Cháng" / magistrate).
Distriktets ISO 3166-2-kod är "TW-YUN". Huvudorten är Douliu.